# Athena Manoukian
Athena Manoukian, född 22 maj 1994 i Aten, är en armenisk sångerska. Hon skulle ha tävlat för Armenien i Eurovision Song Contest 2020 i Rotterdam med låten "Chains on You", men tävlingen ställdes in.